# Studentbokhandeln
Studentbokhandeln AB är en bokhandel i Uppsala, grundad 1963 av Studentkårens Intressebyrå. Sedan 1994 ägs bolaget av Uppsala studentkår och Uppsala universitet gemensamt. Sedan 2001 delar bokhandeln ut Disapriset för "insatser inom populärvetenskapligt författarskap".
I oktober 2018 tillkännagavs att Studentbokhandeln ska läggas ned till följd av dålig ekonomi.